# عبد المجيد عناد
عبد المجيد عناد لاعب كرة قدم قطري يلعب حالياً في نادي الخريطيات .

## مسيرة اللاعب
كانت بدايته مع نادي الريان و انتقل إلى نادي الغرافة عام 2017 و لعب بعدها مع نادي الخريطيات.

## روابط خارجية
- عبد المجيد عناد على موقع Soccerway.com (الإنجليزية)